# Extrasístole supraventricular
Una extrasístole supraventricular (ESSV) és una extrasístole o impuls elèctric prematur al cor, generat per sobre del nivell del ventricle. Això pot ser o una contracció auricular prematura o un impuls prematur del nòdul auriculoventricular.
En lloc de què l'impuls elèctric comenci al nòdul sinoauricular (SA) i es propagui al nòdul auriculoventricular (AV), el senyal es condueix tant al ventricle com, de tornada, al nòdul SA on hauria d'haver començat el senyal. L'ESSV s'ha de veure en contrast amb una contracció ventricular prematura que té un origen ventricular i mostra un canvi en el QRS associat.